# Tour de Lombardie 1987
La 81e édition du Tour de Lombardie s'est déroulée le 17 octobre 1987. La course a été remportée par le coureur italien Moreno Argentin. La course s'est déroulée sur une distance de 265 kilomètres.

## Classement final
La course est remportée par l'Italien Moreno Argentin.

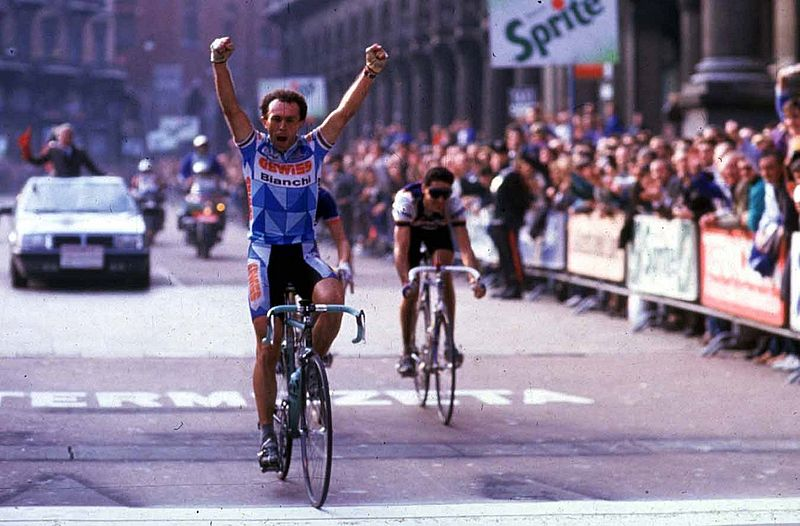
Moreno Argentin à l'arrivée du Tour de Lombardie 1987

| \| Classement général \| Classement général \| Classement général \| Classement général \| Classement général \| \| Coureur \| Coureur \| Pays \| Équipe \| Temps \| \| ------------------ \| ------------------ \| ------------------ \| ---------------------- \| ------------------ \| \| 1er \| Moreno Argentin \| Italie \| Gewiss-Bianchi \| 6 h 52 min 10 s \| \| 2e \| Eric Van Lancker \| Belgique \| Panasonic-Isostar \| + 0 s \| \| 3e \| Marc Madiot \| France \| Système U \| + 0 s \| \| 4e \| Éric Boyer \| France \| Système U \| + 22 s \| \| 5e \| Ennio Salvador \| Italie \| Gis Gelati-Jollyscarpe \| + 22 s \| \| 6e \| Walter Magnago \| Italie \| Carrera Jeans-Vagabond \| + 22 s \| \| 7e \| Claude Criquielion \| Belgique \| Hitachi-Marc \| + 22 s \| \| 8e \| Flavio Giupponi \| Italie \| Del Tongo-Colnago \| + 22 s \| \| 9e \| Charly Mottet \| France \| Système U \| + 22 s \| \| 10e \| Leo Schönenberger \| Suisse \| Fibok-Müller-Sidermec \| + 1 min 02 s \| |                    |          |                        |                 |
| |                    |          |                        |                 |
| Sources : ProCyclingStats Cycling Archives |                    |          |                        |                 |
| Classement général |                    |          |                        |                 |
| Coureur | Coureur            | Pays     | Équipe                 | Temps           |
| 1er | Moreno Argentin    | Italie   | Gewiss-Bianchi         | 6 h 52 min 10 s |
| 2e | Eric Van Lancker   | Belgique | Panasonic-Isostar      | + 0 s           |
| 3e | Marc Madiot        | France   | Système U              | + 0 s           |
| 4e | Éric Boyer         | France   | Système U              | + 22 s          |
| 5e | Ennio Salvador     | Italie   | Gis Gelati-Jollyscarpe | + 22 s          |
| 6e | Walter Magnago     | Italie   | Carrera Jeans-Vagabond | + 22 s          |
| 7e | Claude Criquielion | Belgique | Hitachi-Marc           | + 22 s          |
| 8e | Flavio Giupponi    | Italie   | Del Tongo-Colnago      | + 22 s          |
| 9e | Charly Mottet      | France   | Système U              | + 22 s          |
| 10e | Leo Schönenberger  | Suisse   | Fibok-Müller-Sidermec  | + 1 min 02 s    |